# Die Dschungelolympiade
Die Dschungelolympiade (Original: Animalympics) ist ein 1979 von Steven Lisberger produzierter US-amerikanischer Zeichentrickfilm.

## Handlung
Eines Tages beschließen die Tiere, die erste großangelegte Tierolympiade (im Deutschen "Dschungelolympiade") zu organisieren. Die Olympiade findet 1980 im "Tatzen-Stadion" statt, das extra für diesen Anlass erbaut wurde, und der Sender Z.O.O. besitzt die Übertragungsrechte für die Spiele. Aus dem Studio moderiert die Schildkröte Johnny Turtle (Original: Henry Hubble) unter Mitarbeit einiger Außenreporter, u. a. Barbara Wuschig, Paul Puter oder Teddy Stummelohr.
In der Folge werden im Stile einer TV-Übertragung diverse Wettkämpfe (Sommer- und Wintersportarten) mit unterschiedlichsten Tieren als Teilnehmer gezeigt. Der Hauptwettkampf bleibt jedoch der Marathonlauf, aus welchem immer wieder zwischendurch berichtet wird. Regelmäßig werden zwischen den Veranstaltungen Beiträge mit Hintergrundinformationen gezeigt, vor allem Vorgeschichten vieler Athleten.
Die Handlung des Films wird immer wieder von parodistischen Seitenhieben auf die Kulissen hinter den Spielen abgerundet, wie etwa das Produktmarketing mit erfolgreichen Sportlern als Werbeikonen, die Geldmacherei der Manager und das nationale Prestige, das in die Spiele projiziert wird. Zumal haben viele berühmte menschliche Sportler und andere Mitbeteiligte ihre "tierischen" Äquivalente als Sportkommentatoren in diesem Film, wie etwa der Schwimmer Mark Spitz (als "Mark Spritz", Wassersport), der Rennfahrer Jackie Stewart mit Jackie Foxx (im Original Jackie Fuelit; 100-Meter-Lauf) und die amerikanischen Moderatoren Barbara Walters und Keith Jackson als Barbara Wuschig (Barbra Warbles) und Teddy Stummelohr (Keen Hacksaw), respektive.
Die Spiele enden im Anschluss an den Zieleinlauf der Marathonläufer Rene Fromage und Kitty Mambo, die sich während des Rennens ineinander verliebt haben und damit unbeabsichtigt für einen kleinen Eklat in der Sportwelt sorgen. Die olympische Flamme wird gelöscht, und die beiden Marathonsieger laufen Hand in Hand dem Sonnenuntergang entgegen.

## Die Wettkämpfe
- Marathonlauf: Der Lauf erstreckt sich über den gesamten Film. Immer wieder berichtet Barbara Wuschig in Ausschnitten vom Lauf. Hauptakteure sind der französische Ziegenbock René Fromage und die afrikanische Löwendame Kitty Mambo. Zu Beginn noch erbitterte Konkurrenten, entwickelt sich im Laufe des Wettbewerbs eine Zuneigung der beiden zueinander. Am Schluss überqueren beide gleichzeitig und Händchen haltend die Ziellinie, ohne sich die verdienten Medaillen abzuholen.

- Bodenturnen: Teddy Stummelohr berichtet aus der Turnhalle u. a. von der eurasischen Nerzdame Tatiana Tushenko und dem asiatischen Pinguin Bruce Kwakimoto, der nicht nur im Bodenturnen, sondern auch an den Ringen eine gute Figur macht.

- Eiskunstlauf: Die Flamingodame Dorrie Turnell ist der Star dieser Veranstaltung. Trotz, oder gerade weil sie am Ende ziemlich viele Federn lassen muss, siegt sie beim Tanz auf dem Eis.

- Hochsprung: Der aufstrebende amerikanische Jungathlet Bolt Jenkins tritt gegen sein früheres Idol, Boris Amphibiensky, an. Während dieser nur die Querlatte trifft, überbietet Jenkins die Rekordhöhe von 23,7 Metern spielend und stellt auch noch im Stabhochsprung einen neuen Weltrekord auf.

- 100-Meter-Lauf: Auch hier tritt Jenkins an, diesmal gegen den afrikanischen Löwen Kip Ngogo, den eurasischen Hengst Pierre de Gaul und den aus Europa stammenden Hasen Karl Nickel. In einem Fotofinish wird erneut Jenkins die Goldmedaille zuerkannt. Der ist allerdings gar nicht so glücklich über diese Entscheidung und teilt seinen ersten Platz mit seinem Gegner Ngogo.

- Fußball: Hier sind die Dackel aus Deutschland mit ihrem Kapitän Rolf Schmecker nicht zu schlagen. Zuerst werden die New Yorker Ratten mit 1:0, anschließend die südamerikanischen Lamas mit 2:1 besiegt.

- Slalom: Außenreporterin Blondie Springer berichtet über den europäischen Extremsportler und Ski-Star Kurt Wuffner. Dieser wird im Anschluss in den verschneiten Bergen der Insel als vermisst gemeldet, findet aber seinen Weg in ein verstecktes Paradies namens Dogra-La.

- Viererbob: Nachdem es das australische Team der Hörnchen unter Trainer Lance Quiller mit ihrem Bob aus der Bahn geworfen hat, fahren die vier Calamari-Brüder ungefährdet dem Sieg entgegen.

- Eishockey: In einem extrem körperbetonten Spiel treffen eurasischen Bullen auf nordamerikanische Braunbären. Mit einem Sudden-Death-Tor siegen die Bären am Ende mit 1:0.

- Schwimmen: Hier erzielt der Publikumsliebling Dean Wilson, ein Seeotter, einen schweren Sieg gegen schwergewichtige Konkurrenz.

- Turmspringen: Nachdem der Papageientaucher Primo Caveza einen recht unspektakulären Sprung absolviert hat, zeigt erneut Dean Wilson eine sensationelle Show und eine beeindruckende Performance.

- Abfahrtslauf: Ohne ernsthaften Gegner scheint der skandinavische Eber Marcel Pourceau den Ski-Abfahrtslauf trotz gröbster Fehler mühelos zu gewinnen. Doch plötzlich taucht wie aus dem Nichts Kurt Wuffner wieder auf und siegt im Rennen, um dann gleich wieder auf der erneuten Suche nach Dogra-La wieder von der Szene zu verschwinden.

- Boxen: Känguru Joey Gongolong schlägt in einem harten Kampf den Eurasier Janos Brushteckel K.O.

- Basketball: Die an die Harlem Globetrotters erinnernden Nordamerikaner um Superstar Dr. Abdul Jones siegen spielerisch gegen die eurasischen Gegner unter Pavel Shotski.

- Volleyball: Das Team der asiatischen Hummer trifft auf – und siegt über – die Hühner aus Europa.

- Gewichtheben: Die beiden Kontrahenten, Wilhelm der Stier und Ivan der Elefant betreten die Bühne. Während Wilhelm mit dem Gewicht seine Probleme hat, stemmt Ivan die Hantel mit Leichtigkeit, und bekommt sogleich vom früheren Champion den Siegerpokal überreicht.

- Fechten: Im Finale stehen sich das Wildschwein Boar-Deaux und das Flughörnchen Chardas gegenüber. Als der Count jedoch die Goldmedaille schon sicher glaubt, greift Boar-Deaux's Erzrivalin Contessa ein und gewinnt das Gold für sich.

## Deutsche Synchronisation
In der deutschen Version des Films wurde der Text an einigen Stellen ohne ersichtlichen Grund umgeschrieben, und in die Handlung wurden zusätzliche, im englischen Original nicht enthaltene Geräusche eingefügt. Zudem wurde eine bestimmte Szene zwischen Kitty Mambo und René zweifach neu in die Filmhandlung hineingeschnitten, anscheinend als Versuch, die sich entwickelnde Beziehung zwischen den beiden Charakteren (unnötigerweise) zusätzlich zu betonen. In der 2007 erschienenen DVD wurden diese Zusatzeinschnitte wieder entfernt.

## Musik
Die Musik spielt im Film eine wichtige Rolle. Der Soundtrack ist von Graham Gouldman, dem Bassisten der englischen Band 10cc. Der Soundtrack ist 1980 nur auf Vinyl erschienen.